# Лариса (герб)
Лариса (пол. Larysza, Larysa, Laryssa, Larissa, Larysz, Boryszow, Gleszyn, Gleszyna, нім. Larisch) - шляхетський герб польського чи італійського походження, один із найдавніших відомих польських знатних гербів за Длугошем.

## Опис герба
Опис герба за класичними правилами блазонування:
У червоному полі два срібні лемеші.
Клейнод: три страусині пір'іни.
Намет червоний підбитий сріблом.
Бартош Папроцький описав герб так: 
mają być dwa lemiesza w polu białem
 
Опис герба за Каспером Несецьким: 
Powinny być dwa lemięsze, końcami do góry, i ostrzem na bok obrócone, w czerwonym polu, na hełmie trzy pióra strusie.
Юліуш Островський дає цілих десять версій герба : 
- I: У червоному полі два срібні лемеші, або порізи, або ножі лезом один до одного. Над шоломом в короні три страусині пір'їни. Червоний намет підбитий сріблом.
- II: У червоному полі порізи або лемеші один від одного.
- III: Відміна попереднього не сильно відрізнялася від опису Яна Кароля Дачновського.
- IV: У червоному полі дві зламані ножі один до одного. Опис зроблено за гербом з каплиці абатства Ледського.
- V: У щиті між ножами колода.
- VI: У червоному полі між серпами скіпетр. (за Бартошем Папроцьким)
- VII: Скіпетр між серпами (за Сєбмахером)
- VIII і IX: Між серпами через корону проходить скіпетр (герб баронів Ларишув з Сілезії).
- X: На щиті виноградне гроно. Над шоломом у кроні три серпи.

Лариса ІІ
Лариса ІІІ
Лариса IV
Лариса V
Лариса VI
Лариса VII
Лариса VIII
Лариса ІХ
Лариса Х

## Геральдичні згадки

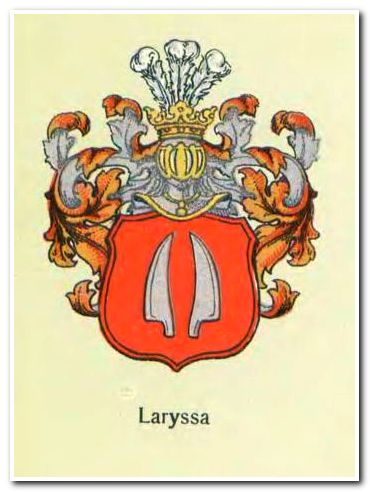
Херб Лариса з гербовника Емблеми польської шляхти Збігнєва Лещиця

Це один з найдавніших польських шляхетських гербів, відомий від середньовіччя і згаданий Длугошем. Походження герба не відоме, Несецький дає кілька варіантів походження герба, посилаючись на інший герб і хроніку. Перший, згідно Парісійя, повідомляє, що герб похордить від давніх сарматів, які взяли назву герба з міста Ларисса в Фессалії.

За словами Папроцького, Пяст, будучи князем полянів, дав цей герб сім'ї своєї матері. В іншій легенді він описує, що його передали кметеві на ім'я Лариса за Болеслава ІІ Сміливого за заслуги у боротьбі з чехами. Збігнєв Лещич повторює це в Herbach szlachty polskiej : 
(...)wkroczył Wratysław w 1062 r. na czele wojska do Polski. Bolesław Śmiały wyruszył mu na przeciw i spotkał kmiotka, który dwa lemiesze niósł do kowala. Zapytany o drogę, ofiarował się wojsko królewskie przez bór przeprowadzić. Po drugiej stronie lasu obozowali Czesi. Wieśniak ów, który nazywał się Larysz, przededniem zakradł się do obozu nieprzyjaciół i uprowadził konie przedniej straży, poczem Bolesław uderzył na Czechów i pobił ich na głowę. W nagrodę za usługi Polsce w tej bitwie oddane, dostał Larysz herb Larysza z rozległą posiadłością na Śląsku.
 Папроцький стверджує, що герб Лариса згадувався в давніх документах і привілеях, він згадує про надання графа в 1264 році Янкале Лариші, посилаючись на запис у статуті Пшилуського. За словами Пекосінського, герб має іноземне походження, ймовірно, італійське. Цей герб повинен був принести до Польщі королівський скарбник на прізвиська Медалінський, родоначальник Мадалінських. Адам Бонецький виводить рід Медалінських герба Лариса з Сілезії, місто Глезині під Глогувом, що підтверджує походження польського герба. Ларисовці в кінці тринадцятого століття оселилися в Хехло в Краківському воєводстві.

## Відомі гербоносці
- Антоні Юзеф Мадалінський (1739-1804) - польський генерал.
- Пйотр Медіоланський - короний підскарбій, лицар короля Владислава Ягайла.